# Francisco Toledo (Maler)

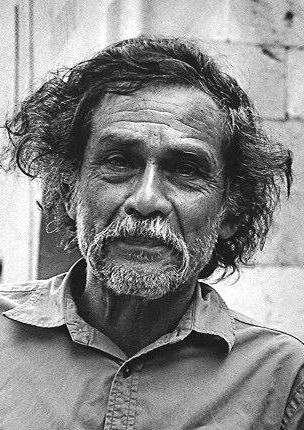
Francisco Toledo (2005)

Francisco Benjamin Lopez Toledo (* 17. Juli 1940 in Juchitán de Zaragoza, Oaxaca; † 5. September 2019 in Oaxaca de Juárez) war ein mexikanischer Maler. 2005 wurde er mit dem Right Livelihood Award ausgezeichnet. Die Begründung der Jury hebt den „Einsatz Toledos und seiner Kunst für den Schutz, die Entwicklung und Erneuerung des Architektur- und Kulturerbes, der Umwelt und des Gemeinschaftslebens seiner Heimat Oaxaca“ hervor.

## Leben

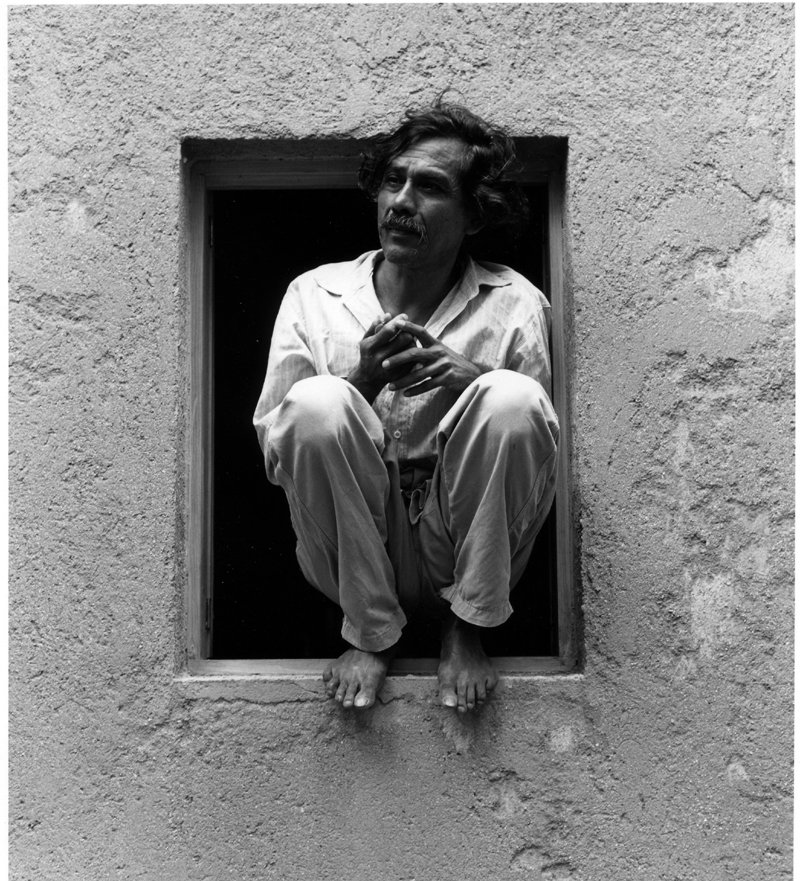
Francisco Toledo (2005)

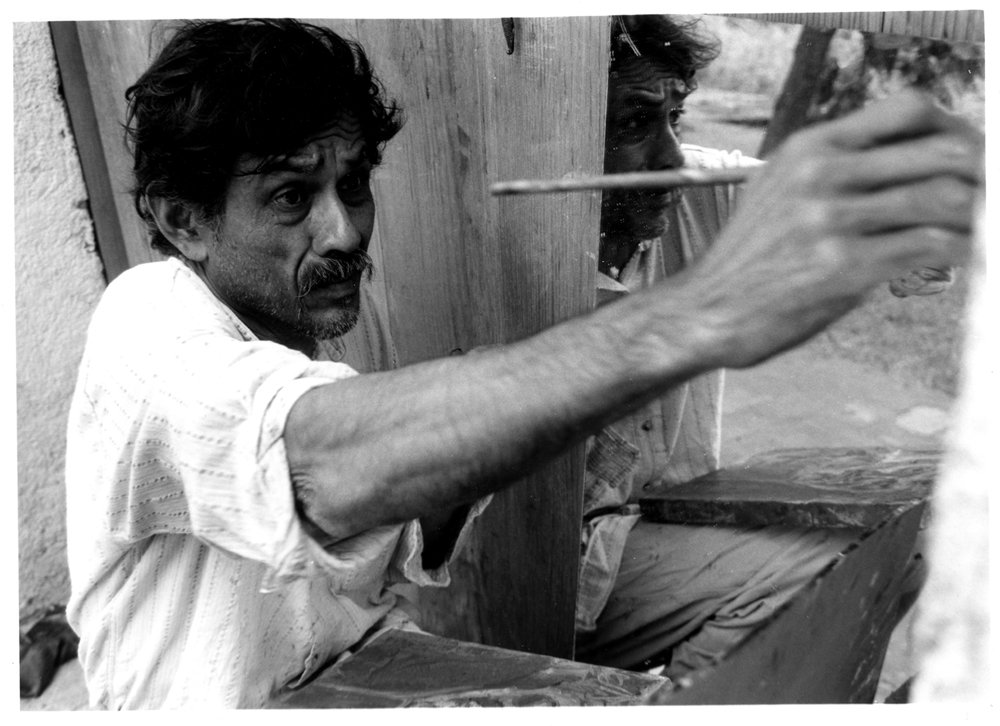
Francisco Toledo (2005)

Francisco Toledo war zapotekischer Abstammung – einer indigenen Minderheit, die in diesem südlichen Bundesstaat Mexikos rund zehn Prozent der Bevölkerung ausmacht. Seine Familie zog wenige Jahre nach seiner Geburt zunächst nach Ixtepec und dann nach Minatitlán, im Bundesstaat Veracruz. Dort besuchte er bis 1952 die Grundschule. Nach einem erneuten Umzug, diesmal nach Oaxaca de Juárez, wechselte er auf das Gymnasium und begann im Alter von fünfzehn Jahren seine künstlerische Ausbildung im Atelier von Arturo García Bustos. Nach zwei Jahren führte er seine Studien in Mexiko-Stadt, an der Arts and Crafts School des Instituto Nacional de Bellas Artes y Literatura (INBAL) fort. 1959 hatte er in der Galerie Antonio Souza in Mexiko-Stadt und am Fort Worth Center in Texas seine ersten Einzelausstellungen. Im selben Jahr verließ er, im Alter von neunzehn Jahren, Mexiko und reiste zunächst nach Rom und einige Monate später weiter nach Paris.
Dort arbeitete er unter anderem im Atelier des Druckgrafikers Stanley Hayter. Sein erster Aufenthalt in Europa war sehr erfolgreich. Nicht zuletzt durch die Freundschaft mit Octavio Paz und der Unterstützung durch Olga und Rufino Tamayo wurde er schnell zum Shootingstar der Galeristenszene, zunächst in Paris – bald darauf auch in London, Amsterdam und New York.
Nach fünf Jahren in Europa kehrte Toledo 1965 nach Mexiko zurück und zog zunächst nach Ixtepec. Es folgten noch mehrere, zum Teil längere, Auslandsaufenthalte. Zwischen 1967 und 1969 arbeitete er wieder in Paris, und 1971 verbrachte er nochmals mehrere Monate dort. Zwischen 1977 und 1982 lebte er zeitweise in New York, danach wieder in Paris und Barcelona. Es folgten 1990 nochmals Aufenthalte in New York und 2002 lebte er ein Jahr in Santa Monica, Kalifornien.
Dazwischen kehrte er immer wieder in den Bundesstaat Oaxaca zurück. Zunächst lebte er in Juchitán, wo 1967 auch Natalia, das erste seiner fünf Kinder, geboren wurde. Dort erwarb er ein Stück Land, baute ein Haus und malte in dieser Lebensphase kaum noch. Allerdings begann in Juchitán sein politisches Engagement für die Region. Er gründete Anfang der 70er Jahre die Casa de la Cultura Juchitán. 1970 und 1972 wurden seine beiden Kinder Laureana und Jeronimo geboren. Mitte der 70er Jahre begann er wieder zu malen. 1976 siedelte er dauerhaft in die Hauptstadt des Bundesstaates – Oaxaca de Juárez – über. Er bezog ein altes Kolonialhaus in der Calle Macedonio Alcala 507 – heute Sitz des von Toledo gegründeten Instituto de Artes Graficas of Oaxaca (IAGO). Anfang der 90er Jahre wurde er dann zum Initiator und Finanzier einer Bewegung, die dieser Stadt und der Region zu einer neuen und beeindruckenden kulturellen Blüte verhalf. 2000 trat er der Academia de Artes bei.
Francisco Toledo starb im September 2019 79-jährig in seinem Haus in Oaxaca de Juárez an den Folgen von Lungenkrebs.

### Gesellschaftspolitisches Engagement

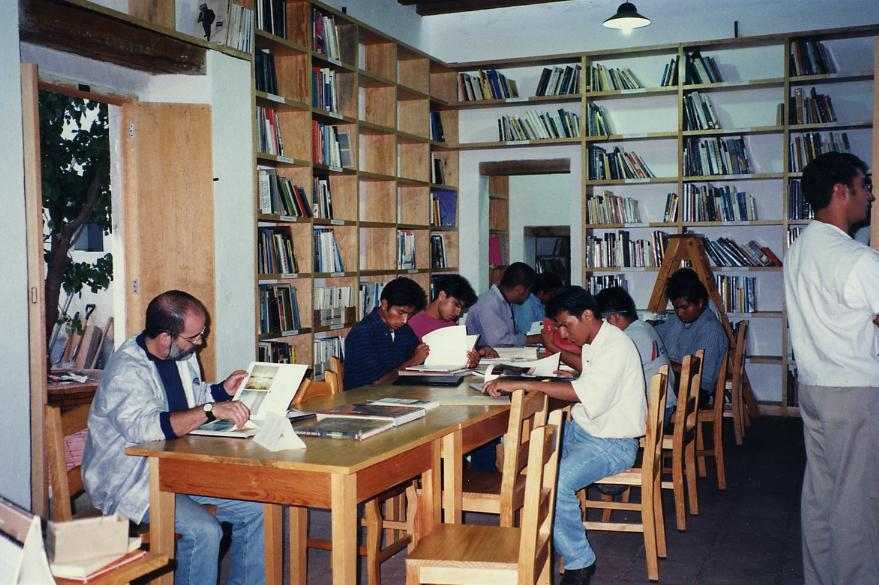
Studenten im Centro Fotográfico Álvarez Bravo, Oaxaca

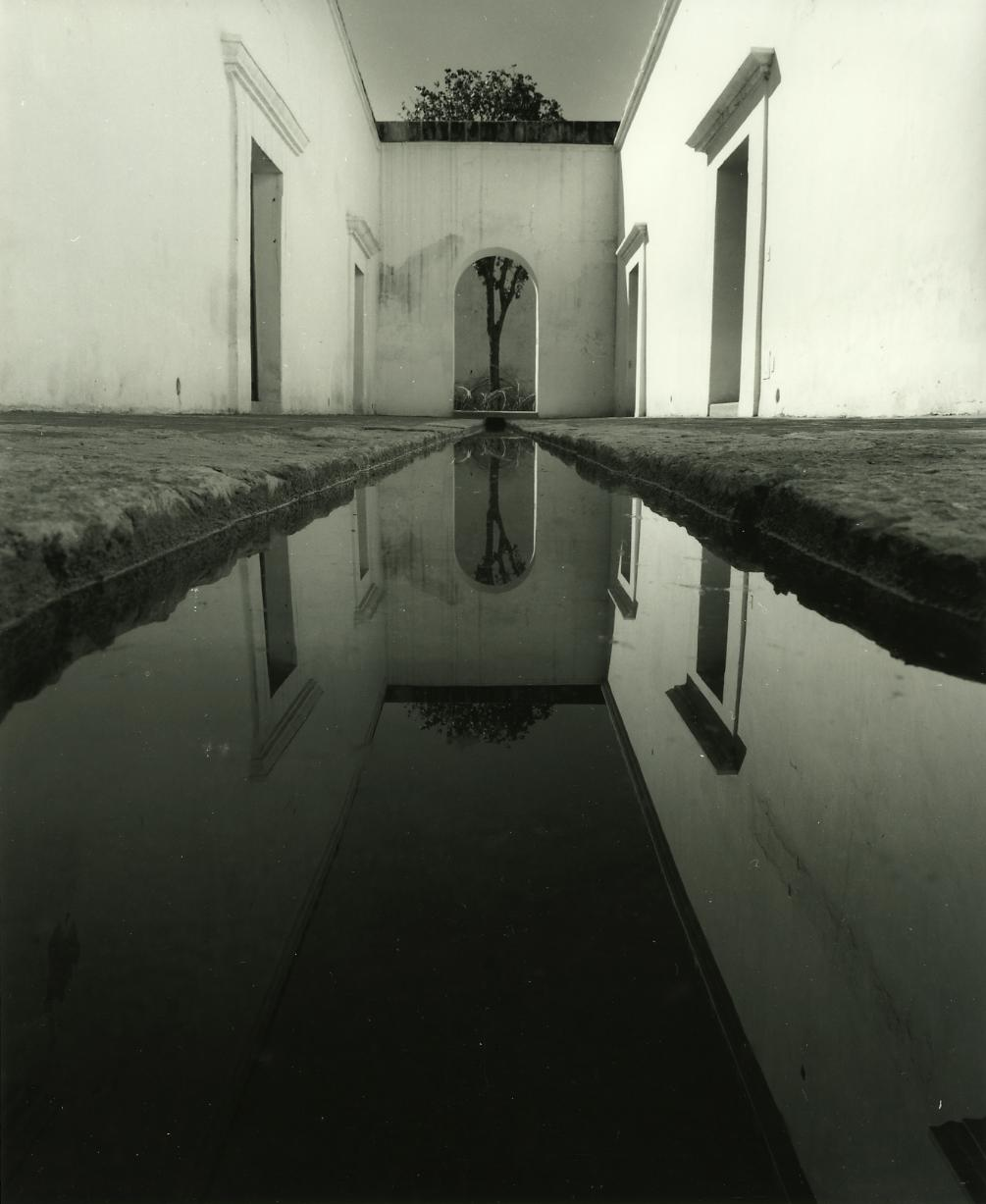
Centro Fotográfico Álvarez Bravo

Ab 1993 ist Francisco Toledo die treibende Kraft der Initiative Pro-OAX, deren Ziel es ist, das kulturelle und nationale Erbe Oaxacas dauerhaft zu bewahren. In diesem Zusammenschluss verbinden sich Toledos ästhetische Vorstellungen, mit dem Bewusstsein der Bevölkerung über die eigene kulturelle Identität. Der Initiative Pro-OAX gelingt es, die Errichtung eines Luxushotels im historischen Kloster Santo Domingo de Guzmán zu verhindern. Stattdessen wird dort das Museo de las Culturas de Oaxaca zur Attraktion für Besucher aus aller Welt. Verhindert wird außerdem der Bau einer Seilbahn zu den präkolumbischen Stätten auf dem Monte Albán und die Eröffnung einer McDonald’s-Filiale im historischen Stadtzentrum von Oaxaca de Juárez. Die Nachrichtenagentur Reuters schrieb dazu: „Die örtliche Kultur gewann eine Schlacht gegen den globalen Konsumismus.“ Den gesellschaftlichen und kulturellen Fortschritt der Region Oaxaca hat dies jedoch nicht behindert. Im Gegenteil: Die Hauptstadt des Bundesstaates – Oaxaca de Juárez – ist heute eines der wichtigsten politischen, kulturellen und künstlerischen Zentren Mexikos.
Die Projekte, die Francisco Toledo initiiert und unterstützt hat, sind:
- Das 1988 gegründete Instituto de Artes Gráficos de Oaxaca (IAGO), mit einer Sammlung von mehr als 9000 Grafiken (unter anderem von Künstlern wie Pablo Picasso und Otto Dix) und einer Bibliothek mit mehr als 20.000 Bänden.
- Das Centro Fotográfico Álvarez Bravo – 1996 gegründet – mit vier Sälen, die wechselnde Ausstellungen zeigen, mit Arbeits- und Ausbildungsstätten, der Bibliothek Jorge Luis Borges und eine Mediathek.
- Das Museo de Arte Contemporaneo de Oaxaca (MACO), dessen Präsident er war, und das die Werke von ihm und anderen bedeutenden Malern der Region wie Rufino Tamayo, Rodolfo Morales, Rodolfo Nieto und Francisco Gutiérrez präsentiert.
- Das 1998 gegründete Kino Cinema el Pochote, ein Programmkino, das – bei freiem Eintritt – internationale Filmklassiker darbietet und im Garten wechselnde Ausstellungen von Skulpturen organisiert.
- Das Taller Arte Papel Oaxaca, ein stillgelegtes Wasserkraftwerk, in dem seit 1999 aus Pflanzen der Region, Naturpapiere hergestellt werden.
- Das Centro Cultural Santo Domingo, ein Projekt mit Bibliothek, botanischem Garten und einer Werkstatt zur Restaurierung.

Bereits 1983 gründete er die Ediciones Toledo, einen Verlag, der vor allem die Werke von John Ashbery und Seamus Heaney publiziert.

### Werk
Toledo arbeitete mit ganz unterschiedlichen künstlerischen Techniken. Er malte auf Leinwand und Papier mit Acryl, Gouache, Aquarell. Er war Lithograph und Graveur, arbeitete mit Keramik, stellte Plastiken her und ließ nach eigenen Entwürfen Teppiche von den Weberinnen in Teotitlan del Valle herstellen. Mit seiner Rückkehr aus Europa im Jahr 1965 begann sein starkes Interesse an der zapotekischen Kultur und der Mythologie dieses präkolumbischen Volkes. Es ist außerdem der kulturelle Mix in seiner Heimatprovinz Oaxaca, mit fortbestehenden indigenen Einflüssen in einer kolonialisierten und missionierten katholischen Gesellschaft, der ihn fortan beschäftigte. Er unternahm künstlerische Entdeckungsreisen in beide Welten, in die Reste der indianischen Welt der Zapoteken und anderer indianischen Kulturen, und in die globalisierte Welt des 20. Jahrhunderts. Er assoziierte die Formen der Natur mit Metaphern aus Literatur und Kunst. Sichtbar sind die Einflüsse von William Blake, Francisco de Goya, James Ensor, Albrecht Dürer, Joan Miró, von Surrealisten wie Paul Klee oder Jean Dubuffet und Schriftstellern wie Franz Kafka und Jorge Luis Borges.
Kunstwissenschaftler behaupten, Toledos Werk sei geprägt von der Auffassung, dass die Welt der Menschen und die Welt der Tiere zu einer universalen Natur verschmelzen würden. Darin zeige sich der schamanische, präkolumbische Glaube, dass jedes menschliche Schicksal mit einem aztekischen Geist in tierischer Form verflochten sei. Toledo selbst verwahrte sich gegen den Versuch, sein Werk auf Folklore und seine ethnischen Ursprünge zu reduzieren. Unstrittig ist jedoch, dass Toledos feiner Sinn für das Fantastische hinter dem Offensichtlichen sich in Figuren zeigt, die zum Teil menschlich sind, zum Teil dem Tierreich angehören. Manchmal wirkt das monströs, manchmal aber auch humorvoll und spielerisch.

## Wichtige Ausstellungen

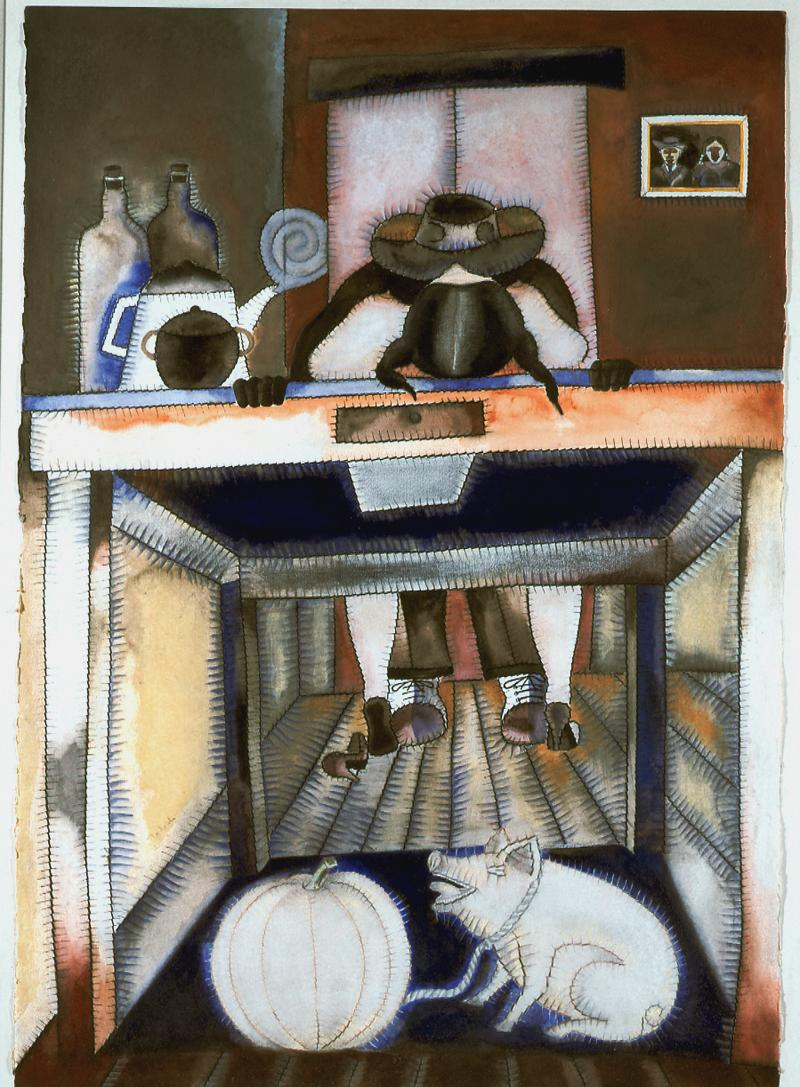
La Mesa

- 1959: Galería Antonio Souza Mexiko-Stadt, Mexiko
- 1964: Hamilton Galleries London, England
- 1974: Martha Jackson Gallery New York, USA
- 1984: Museo del Palacio de Bellas Artes Mexiko-Stadt, Mexiko
- 1990: Toledo, mit dem von Ornette Coleman und Philippe Briet realisierten Film To Francisco Toledo begleitete Ausstellung, Philippe Briet Gallery, New York, USA
- 1991: Latin American Masters, Los Angeles, USA
- 1992: Home Made in Oaxaca, MARCO Monterrey, Mexiko
- 1992: Latin-American Art, Georges Pompidou Center Paris, Frankreich
- 1992: Small Scale Sculpture, Felbach, Deutschland
- 1993: Los Cuadernos Insomnes, Museo de Arte Contemporáneo Alfredo Zalce, Morella, Michoacán, Mexiko
- 1993: Death of Taste, Mexican Fine Arts Center Museum Chicago, USA
- 1993: Erotica, Galeria Juan Martin Mexiko-Stadt, Mexiko
- 1996: Francisco Toledo, Master Printmaker, Latin American Masters Beverly Hills, USA
- 1996: Surrealism in Latin American Art, Bochum, Deutschland
- 1996: Selection of Latin American Masters, Mary-Anne Martin/Fine Art New York, USA
- 1998: Summer Group Show, Jason McCoy Gallery New York, USA
- 2000: Francisco Toledo, Centro de Arte Reina Sofia Madrid, Spanien

## Preise und Ehrungen
- 1998: Nationalpreis für Wissenschaften und Künste, Sparte Premio Nacional de Bellas Artes[3]
- 2000: Prinz-Claus-Preis
- 2005: Right Livelihood Award

## Zitate über und von Francisco Toledo
- Christian Viveros-Faune in „Art in America“ über Toledos Werk:

„Toledo’s work is a seamless meshing of global and local cultures and high art. Dream images from his childhood are fused with pre-Columbian symbolism and myriad references to the work of Dubuffet, Miro, Tapies, Klee, Tamayo, Blake, Goya, Ensor and Durer, among other artists, and also to the writing of figures like Kafka and Borges. Snakes and turtles abound, as do rabbits and coyotes, bats and toads, crickets and dogs, as well as human figures from Mexican history, cycling from one work to another in a dizzying bestiary that is part ancient codex, part intensely modern graffiti. Toledo’s work is based in part on the largely misunderstood, shamanistic notion of the nagual, the belief that each human’s fate is intertwined with that of an Aztec spirit in animal form.“

„Toledos Werk vereint nahtlos die globale und regionale Kultur mit großer Kunst. Traumbilder aus seiner Kindheit werden mit präkolumbischer Symbolik und zahllosen Referenzen an das Werk vieler anderer Künstler – vor allem aber von Dubuffet, Miro, Tapies, Klee, Tamayo, Blake, Goya, Ensor und Dürer – und mit dem Werk von Literaten wie Kafka und Borges, verschmolzen. Auf seinen Bildern wimmelt es von Schlangen und Schildkröten, Hasen und Kojoten, Fledermäusen und Kröten, Grillen und Hunden, neben menschlichen Figuren aus der mexikanischen Geschichte. Von einem Bild zum anderen, ein alternierendes und verwirrendes Bestiarium – einerseits Teil eines uralten Kodex und gleichzeitig moderne Graffiti. Toledos Werk beruht in Teilen auf der weitgehend falschverstandenen schamanischen Auffassung des Nagual – dem Glauben, dass jedes menschliche Schicksal, mit einem aztekischen Geist in tierischer Form, verflochten ist.“

- Octavio Paz über Francisco Toledo:

„Sein Werk ist Produkt einer Fantasie, in der das Wunderbare eine logische Notwendigkeit ist.“

### Ein fiktives Interview mit Francisco Toledo
Die Antworten stammen von Francisco Toledo und sind der Reportage „Toledos bunter Traum“ (Lit.: Petra Mikutta, 2000) entnommen.
- Sind Sie stolz auf ihre Ahnen? – „Auf meine Eltern und Großeltern. Viel weiter reicht der Stolz nicht zurück. Ich bin ein Weltbürger, gemischtrassig wie 99 Prozent aller Menschen. Zwei meiner fünf Kinder sind zur Hälfte Dänen. Reine Indios gibt es nur noch in den Köpfen von Romantikern.“
- Woher kommt der große Erfolg von Künstlern wie Rufino Tamayo, Rodolfo Nieto, Rodolfo Murales, Sergio Hernández, José Villalobos oder Manuel Jiménez Ramírez, die allesamt aus Oaxaca stammen. Liegt es an der Kunsthochschule? – „Auf keinen Fall, die ist unglaublich schlecht. Es liegt an den billigen Mieten und an den irrsinnig vielen kaufwütigen Touristen. Akademien taugen allesamt nichts. Kunst kann man keinem beibringen. Man muss sie in sich entdecken. Das Leben ist die Schule. Ich bin völliger Autodidakt und lerne immer noch, jeden Tag.“
- Warum sind Sie nach Oaxaca zurückgekehrt? – „Wegen des Klimas. Paris und London sind zu kalt. New York auch, und Mexiko-Stadt ist zu dreckig. Hier ist es perfekt.“
- Kunsthistoriker behaupten, sie hätten hier zu Ihren zapotekischen Wurzeln zurückgefunden. – „Es ist unglaublich, was ich für Unsinn dieser Art über mich gelesen habe. Die Wahrheit ist ganz einfach: Ich male, ohne nachzudenken, ich will weder etwas darstellen noch ausdrücken. Von zapotekischen Mythen habe ich etwa soviel Ahnung, wie in jedem Reiseführer steht. Aber kaum male ich eine Sandale, wird das auf meine Tante, die Schuhmacherin zurückgeführt. Unsinn! Kaum male ich einen Leguan oder Hasen, schon behaupten diese Leute, ich stelle nahua dar. Quatsch! Ich male Tiere, vor allem Insekten, weil sie schön sind und überall herumkreuchen. Noch lieber würde ich meine Kinder malen, aber die halten nicht still.“
- Dann ist die Aussage, ihre Kunst widme sich vorkolonialen Themen falsch? – „Meine Kunst ist international, nicht vorkolonial. Picasso wird ja auch nicht als spanischer Heimatkünstler gehandelt, obwohl er Stiere malt.“
- Mit 19 Jahren sind Sie nach Paris gegangen. Hatten Sie Angst vor der europäischen Kunstszene? – „Ich habe keine Sekunde gezweifelt, dass ich es schaffen würde. Galeristen haben mir sofort Bilder abgekauft, als hätten sie nur auf mich gewartet.“
- Und Oaxaca de Juárez ist jetzt der beste Platz für Sie? – „Ich liebe Kunst. Es kann gar nicht genug Kunst geben, egal wo. Warum also nicht hier?“
- Und wo kann man hier gut essen? – „Die Restaurants hier kann man allesamt vergessen – zu viele Touristen.“